# .cd
.cd is het achtervoegsel van domeinnamen in Congo. Het achtervoegsel .cd bestaat nog maar sinds 1997, want daarvoor heette Congo Zaïre en was de topleveldomeinnaam .zr.